# Glenea speciosa
Glenea speciosa är en skalbaggsart som beskrevs av Charles Joseph Gahan 1889. Glenea speciosa ingår i släktet Glenea och familjen långhorningar. Inga underarter finns listade i Catalogue of Life.